# Virgohoben
Virgohoben er en hob af galakser, som befinder sig i en afstand af omkring 59 ± 4 millioner lysår (18,0 ± 1,2 Mpc)
fra Jorden i stjernebilledet Jomfruen (latin: Virgo). Hoben består af omkring 1.300 (og måske op til 2.000) galakser, og hoben er centrum i den meget større Virgo-superhob, i hvis udkant den lokale gruppe og dermed Mælkevejen befinder sig. Virgohobens masse er anslået til 1,2×1015 M☉, regnet ud til en afstand af otte grader fra hobens centrum, dvs. svarende til en radius på omkring 2,2 Mpc.
Mange af de klareste galakser i hoben som f.eks. den gigantiske elliptiske galakse Messier 87 blev opdaget i slutningen af 1770erne og begyndelsen af 1780'erne og medtaget i Charles Messiers  katalog over ikke-kometagtige objekter. Messier betegnede dem som tåger uden stjerner, og deres sande natur blev ikke forstået før i 1920'erne.
Hobens maksimale udstrækning ligger inden for en bue på 8 grader med centrum i stjernebilledet Jomfruen, og mange af hobens galakser er synlige med et lille teleskop.
Der er en temmelig heterogen blanding af spiralgalakser og elliptiske galakser i hoben. Status i 2004 er, at spiralgalakserne menes at ligge fordelt i en aflang sfæroide, hvis længde er omkring 4 gange større end dens bredde, og som strækker sig i synsretningen fra Mælkevejen. De elliptiske galakser er mere koncentreret i hobens midte. 
I hoben findes der i det mindste tre selvstændige subgrupper, centreret om galakserne M87, M86 og M49. Af disse er den førstnævnte den dominerende med en masse på omkring 1014 solmasser, hvilket nogenlunde er en størrelsesorden mere end de to andre subgrupper. 
Hobens store masse fremgår af den store pekuliarhastighed, som mange af dens galakser har: I nogle tilfælde helt op til 1.600 km/sek i forhold til hobens centrum. 
Da Virgohoben er en del af af Virgo-superhoben, betyder dens store masse og deraf følgende tyngdevirkning, at nærliggende galakser bremses. Den lokale gruppes hastighed væk fra superhoben sænkes derved med omkring ti procent.